# Shōjo Shūmatsu Ryokō
Shōjo Shūmatsu Ryokō (少女終末旅行?), también conocida como El último gran viaje de Chito y Yuuri o Girls' Last Tour es una serie de manga escrita e ilustrada por Tsukumizu, publicada en la revista en línea Kurage Bunch de la editorial Shinchosha a partir del 21 de febrero de 2014. El manga fue licenciado en España por Planeta Cómic. Una adaptación a anime producida por Animax y dirigida por Takaharu Ozaki fue lanzada al aire en octubre del 2017.

## Trama
La serie sigue a dos chicas, Yuuri y Chito, mientras navegan por las ruinas de una civilización después de un apocalipsis desconocido, y mientras viajan en su modificado Kettenkrad, buscan comida y provisiones mientras sobreviven el día a día.

## Personajes

### Personajes principales
Chito (チト Chito?)
 Seiyū: Inori Minase
Una de las dos protagonistas. Apodada "Chii-chan", tiene cabello oscuro y un amplio conocimiento de las máquinas. Conduce el Kettenkrad.
Yuuri (ユーリ Yūri?)
 Seiyū: Yurika Kubo
La segunda protagonista. Apodada "Yuu", tiene el cabello rubio y es más fácil de llevar que Chito, y también es hábil con los rifles.

### Personajes secundarios
Kanazawa (カナザワ Kanazawa?)
 Seiyū: Akira Ishida
Un viajero que Chito y Yuuri se encuentran mientras intentan encontrar un camino hacia el estrato superior de la ciudad. Él es un cartógrafo que quiere hacer un mapa de toda la ciudad.
Ishii (イシイ Ishii?)
Una científica que vive en una base aérea abandonada. Cuando Chito y Yuuri la encuentran solicita su ayuda para construir un avión basado en los registros antiguos para que pueda volar a otra ciudad.
Nuko (ヌコ Nuko?)
 Seiyū: Kana Hanazawa
Una criatura misteriosa que Chito y Yuuri encuentran en su viaje. Puede cambiar de forma para activar mecanismos y comunicarse a través de señales de radio, y tiene el hábito de comer balas. Más tarde se revela que es parte de una especie que consume armas y fuentes de energía para estabilizarlas, y se va con ellas.

### Otros personajes
Abuelo
Un anciano que hizo de padre criando a Chito y Yuuri. Se dio cuenta de que ocurría algún tipo de batalla en la ciudad y envió a Chito y Yuuri en el Kettenkrad. La vida y la muerte después de este incidente son desconocidas.

## Contenido de la obra

### Manga
Shōjo Shūmatsu Ryokō está escrito e ilustrado por Tsukumizu y ha sido serializado en la revista en línea Kurage Bunch de Shinchosha desde el 21 de febrero de 2014. Yen Press lanzará la serie en Norteamérica. Una antología de manga ilustrada por varios artistas fue lanzada el 13 de octubre de 2017.

#### Volúmenes
| Volumen 1 | ISBN                                          | Publicado                                         |
| Volumen 1 | ISBN 978-4-10-771781-8 ISBN 978-8-41-341203-0 | 8 de noviembre del 2014 15 de septiembre del 2021 |
|           |                                               |                                                   |

| Volumen 2 | ISBN                                          | Publicado                                  |
| Volumen 2 | ISBN 978-4-10-771830-3 ISBN 978-8-41-342598-6 | 9 de julio del 2015 23 de febrero del 2022 |
|           |                                               |                                            |

| Volumen 3 | ISBN                          | Publicado                                  |
| Volumen 3 | ISBN 978-4-10-771874-7 ISBN - | 9 de febrero del 2016 27 de abril del 2022 |
|           |                               |                                            |

| Volumen 4 | ISBN                          | Publicado                 |
| Volumen 4 | ISBN 978-4-10-771929-4 ISBN - | 9 de noviembre del 2016 - |
|           |                               |                           |

| Volumen 5 | ISBN                          | Publicado                  |
| Volumen 5 | ISBN 978-4-10-772009-2 ISBN - | 8 de septiembre del 2017 - |
|           |                               |                            |

| Volumen 6 | ISBN                          | Publicado             |
| Volumen 6 | ISBN 978-4-10-772019-1 ISBN - | 9 de marzo del 2018 - |
|           |                               |                       |

### Anime
Kadokawa anunció una adaptación al anime a cargo de White Fox en la Anime Expo 2017, con Takaharu Ozaki como director, Kazuyuki Fudeyasu a cargo de la composición de la serie y Mai Toda adaptando los diseños de los personajes para el anime. La serie comenzó a transmitirse en Japón a partir del 6 de octubre de 2017 en AT-X y otras estaciones. Las actrices de voz de los protagonistas, Inori Minase y Yurika Kubo, interpretan los temas de apertura y final, "Ugoku Ugoku" (動 く, 動 く Move, Move) y "More One Night". Sentai Filmworks ha licenciado la serie y está transmitiendo la serie en Anime Strike.
| # | Título                                                                                  | Estreno                 |
| --- | --------------------------------------------------------------------------------------- | ----------------------- |
| 1 | «Cielo estrellado / Guerra» «Hoshizora / Sensō» (星空 / 戦争)                           | 6 de octubre de 2017    |
| En un momento después de una guerra masiva, dos niñas, Chito y Yuuri, viajan sin rumbo por una fábrica abandonada y oscura. Después de que Yuuri se escurre por la mano durante su sueño, Chito logra encontrar una salida sintiendo la dirección de la brisa. Al día siguiente, las chicas exploran un campo de batalla pasado y se encuentran con un avión abandonado, donde encuentran explosivos y raciones. |                                                                                         |                         |
| 2 | «Baño / Diario / Lavanderia» «Furo / Nikki / Sentaku» (風呂 / 日記 / 洗濯)              | 13 de octubre de 2017   |
| Refugiándose de una tormenta de nieve, Chito y Yuuri descubren una planta de energía con agua corriente caliente, usándola para hacer un baño improvisado. Después, Chito se enoja con Yuuri cuando accidentalmente arroja uno de sus libros al fuego. Al día siguiente, después de que pasa la tormenta, las chicas van a recoger un poco de agua potable de la nieve derretida, y deciden lavar sus ropas también. Mientras lo hacen, se topan con un pez muerto y lo asan para su cena. |                                                                                         |                         |
| 3 | «Encuentro / Ciudad / Luces de la calle» «Sōgū / Toshi / Gaitō» (遭遇 / 都市 / 街灯)    | 20 de octubre de 2017   |
| Al considerar de dónde venían los peces que comían, las chicas se encuentran con otro superviviente llamado Kanazawa. Derribando un edificio para permitirles cruzar un desfiladero y proporcionarles un mapa, Kanazawa recibe un paseo de las niñas mientras se dirigen a los niveles superiores de la ciudad. Al llegar a una torre en el centro de la ciudad, el grupo toma un ascensor hacia el nivel superior. Sin embargo, el ascensor se inclina repentinamente, causando que Kanazawa suelte todos sus mapas y se deprima. Después de que Yuuri logra animarlo, Kanzawa deja a las chicas con su cámara antes de partir para hacer más mapas. |                                                                                         |                         |
| 4 | «Fotografía / Templo» «Shashin / Jiin» (写真 / 寺院)                                    | 27 de octubre de 2017   |
| Yuuri usa la cámara de Kanazawa para tomar fotografías de las curiosas estatuas de piedra que están alrededor de toda la ciudad, mientras Chito descubre una de sus funciones. Más tarde, las chicas exploran un templo donde la lámpara deja de funcionar dejando a Yuuri buscando en la oscuridad, hasta que ambas descubren una sala brillante. |                                                                                         |                         |
| 5 | «Casa / Siesta / El sonido de la lluvia» «Jūkyo / Hirune / Amaoto» (住居 / 昼寝 / 雨音) | 3 de noviembre de 2017  |
| Las chicas pasan la noche en un edificio vacío imaginandose como habría sido vivir ahí. Sintiéndose cansada después de permanecer despierta toda la noche, Chiito toma una siesta al mediodía y tiene un particular sueño. Más tarde, las chicas buscan refugio de la lluvia, prestando interés en el sonido que hace cuando choca con varios objetos. |                                                                                         |                         |
| 6 | «Accidente / Tecnología / Despegue» «Koshō / Gijutsu / Ririku» (故障 / 技術 / 離陸)     | 10 de noviembre de 2017 |
| Mientras intentan arreglar su tanque descompuesto, las chicas encuentran a una mujer llamada Ishii. A cambio de arreglar su tanque Ishii le pide a las chicas ayuda para terminar un aeroplano que puede usar para escapar de la ciudad. Una vez terminado, Ishii lo pone en marcha solo para que falle a mitad del vuelo. Por suerte, Ishii alcanza a lanzar un paracaídas y de manera segura cae a los niveles inferiores de la ciudad. |                                                                                         |                         |
| 7 | «Laberinto / Cocinando» «Meiro / Chōri» (迷路 / 調理)                                   | 17 de noviembre de 2017 |
| Chito lucha con su miedo a las alturas cuando ella y Yuuri caminan sobre unas tuberías antes de descubrir que hay un camino dentro de ellas. Finalmente encuentran una instalación llena de máquinas e ingredientes, que deducen que fueron utilizados para hacer raciones. Usando los ingredientes que pueden encontrar, las chicas logran hacer sus propias raciones. |                                                                                         |                         |
| 8 | «Memoria / Espiral / Luz de Luna» «Kioku / Rasen / Gekkō» (記憶 / 螺旋 / 月光)          | 24 de noviembre de 2017 |
| Las chicas descubren un lugar extraño con losas negras llenas de cajones, encontrando un dispositivo misterioso y otros objetos aparentemente sin sentido entre ellos. Después de tener una discusión sobre los recuerdos, Chito deduce que los cajones son tumbas que contienen las pertenencias de los que murieron para que sean recordados. Luego, las chicas ascienden en espiral por otra torre y se ven obligadas a tomar un camino exterior que se derrumba detrás de ellas. Explorando la parte superior de la torre, las chicas encuentran algunas botellas que contienen cerveza y se pasan la noche emborrachándose bajo la luz de la luna. |                                                                                         |                         |
| 9 | «Tecnología / Acuario / Vida» «Gijutsu / Suisō / Seimei» (技術 / 水槽 / 生命)           | 1 de diciembre de 2017  |
| Mientras exploran una instalación, las niñas descubren un acuario que contiene un solo pez custodiado por un cuidador robótico. Explicando que la instalación fue utilizada una vez para la agricultura, el robot permite a las chicas nadar en uno de los tanques de acuario vacíos, ocasión en que Chito casi se ahoga. Más tarde esa noche, el robot de construcción grande que también habita las instalaciones comienza a desmantelarlo, supuestamente debido a un error en su programación. Temiendo por la vida de los peces, las chicas lo salvan al destruir el robot de construcción usando explosivos, dejando a Chito reflexionar sobre lo que significa que algo tenga vida. |                                                                                         |                         |
| 10 | «Tren / Longitud de onda / Captura» «Densha / Hachō / Hokaku» (電車 / 波長 / 捕獲)      | 8 de diciembre de 2017  |
| Las chicas viajan en un tren de carga, deciden explorar sus carruajes llenos de máquinas rotas. Después de viajar en el tren hasta la última estación, Yuuri comienza a escuchar música procedente de la radio que recogió antes, que escuchan claramente al llegar a la superficie. Al día siguiente, cuando las chicas exploran un gran agujero para buscar agua, descubren una forma de vida extraña que se comunica a través de la radio. Nombrándola como "Nuko", las chicas deciden llevar a la criatura consigo en su viaje. |                                                                                         |                         |
| 11 | «Cultura / Destrucción / El pasado» «Bunka / Haretsu / Kako» (文化 / 破壊 / 過去)       | 15 de diciembre de 2017 |
| Mientras Yuuri entrena a "Nuko" para comer balas, Chito toma un libro escrito en inglés. Pronto llegan a un artilugio extraño, donde la música comienza a reproducirse en la radio de nuevo. Decidiendo dirigirse hacia donde proviene la música, las chicas son interrumpidas por un gran robot que cae frente a ellas. Después de que "Nuko" enciende el robot, Yuuri prueba algunas de sus armas, causando gran destrucción a la ciudad. Al día siguiente, las chicas siguen la señal de la música a un submarino en pleno funcionamiento, dentro del cual encuentran armas nucleares. |                                                                                         |                         |
| 12 | «Conexión / Amigos» «Setsuzoku / Nakama» (接続 / 仲間)                                  | 22 de diciembre de 2017 |
| Mientras exploran el submarino, las chicas logran sincronizar todas las imágenes de su cámara con la computadora del submarino, incluidas las que Kanazawa tomó antes de que les diera la cámara. Entre los archivos, encuentran varios videos de eventos pasados, que van desde un grupo de niñas de la escuela diseñando su propio robot hasta la guerra que condujo a la destrucción del mundo. Más tarde, un "Nuko" más grande que se asemeja a los pilares que han encontrado aparece de repente y se traga a Yuuri. Decidida a salvar a Yuuri a toda costa, Chito persigue a la criatura fuera del submarino y afortunadamente encuentra a Yuuri sana y salva, ya que la criatura solo había ingerido la radio que tenía con ella. Luego, la criatura explica que el objetivo de su raza es consumir y estabilizar la energía inestable como fuentes de energía y armas, diciendo que el mundo eventualmente llegará a su fin. Antes de despedirse de "Nuko", la criatura señala que él y el resto de su especie no han descubierto a otros humanos además de Yuuri y Chito, lo que implica que pueden estar entre los últimos humanos en la Tierra, pero también señala que no han verificado el nivel superior de la ciudad. Con el submarino completamente apagado, Chito y Yuuri continúan su viaje hacia el nivel superior de la ciudad, con una nueva sensación de cuán importantes son para ellos. |                                                                                         |                         |

## Recepción
El lanzamiento en inglés de los primeros dos volúmenes se incluyó en la lista de Grandes Novelas Gráficas para Jóvenes de la American Library Association en el 2018